# Héctor Ramos (futbolista puertorriqueño)
Héctor Omar Ramos Lebrón, más conocido como Héctor Ramos, es un futbolista puertorriqueño que juega como delantero en el club Metropolitan FA de Puerto Rico y en la Selección de fútbol de Puerto Rico, en la cual es el máximo goleador de la selección hasta el momento con 21 tantos y el que más presencia tiene con 34 partidos jugados. Héctor Ramos ha desarrollado su carrera jugado en varios clubes de Puerto Rico, tres clubes de la Liga Salvadoreña, en Arabia Saudita y Malasia

## Carrera
Comenzó debutando en el Sevilla de Bayamón en el 2008 donde estuvo hasta 2010. En ese mismo año fue traspasado al Alacranes del Norte en El Salvador donde jugó hasta 2011 de ahí estuvo en diversos clubes de Puerto Rico como Criollos de Caguas y Puerto Rico United . En 2012 llegó al Puerto Rico Islanders donde estuvo un año. En 2013 firmó contrato con el Isidro Metapan de El Salvador donde logró ganar el torneo Apertura y Clausura de 2014 y el apertura de 2015. En 2016 jugó unos meses en el C.D Águila para luego ser traspasado al Puerto Rico FC donde logró ganar la Copa Luis Villarego con aquel club. En 2018 firmó contrato con el Sabah FA de Malasia, actualmente se desempeña en este club. (Será editada pronto)

## Clubes
| Club                  | País           | Años        | Títulos |
| --------------------- | -------------- | ----------- | ------- |
| Sevilla Bayamón       | Puerto Rico    | 2008 - 2009 | –       |
| Alacranes del Norte   | El Salvador    | 2010- 2011  | –       |
| Puerto Rico United    | Puerto Rico    | 2011        | –       |
| Criollos de Caguas    | Puerto Rico    | 2011        | –       |
| Puerto Rico Islanders | Puerto Rico    | 2012-2013   | –       |
| Isidro Metapan        | El Salvador    | 2013-2015   | 3       |
| Al-Adisiyah           | Arabia Saudita | 2015-2016   | –       |
| C.D Águila            | El Salvador    | 2016        | –       |
| Puerto Rico FC        | Puerto Rico    | 2016 - 2018 | 1       |
| Sabah FA              | Malasia        | 2018 - 2019 | -       |
| Alianza FC            | El Salvador    | 2019        | 1       |
| Metropolitan FA       | 🇵🇷Puerto Rico  | 2023        |         |

## Récord en Torneo Internacionales
| Torneo                     | Resultado       | Goles |
| -------------------------- | --------------- | ----- |
| Clasificación Mundial 2014 | Segunda Ronda   | 4     |
| Copa del Caribe de 2012    | Fase preliminar | 6     |
| Copa del Caribe de 2014    | Fase preliminar | 2     |
| Clasificación Mundial 2018 | Segunda Ronda   | 1     |
| Copa del Caribe de 2016    | Fase Final      | 7     |

## Palmarés
- Isidro Metapan: Torneo apertura de 2014, Torneo clausura de 2014, Torneo apertura de 2015
- Puerto Rico FC: Copa Luis Villaregos de 2016
- Alianza FC: Torneo Apertura de 2019